# Sebastián de la Cuadra y Llarena

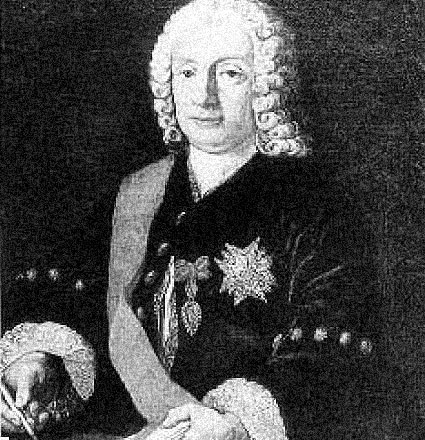
Sebastián de la Cuadra

Sebastián de la Cuadra y Llarena, (auch in abweichender Schreibweise: de la Quadra), Markgraf (spanisch: marqués) von Villarías (* 19. Januar 1687 in Muskiz (spanisch: Musques), Provinz Bizkaia, Spanien; † 23. April 1766 in Madrid, Spanien), war ein spanischer Politiker, der unter den Königen Philipp V. und Ferdinand VI. als Ministerpräsident seines Landes amtierte.

## Leben

### Herkunft, Ausbildung und Verwaltungskarriere
Sebastián de la Cuadra entstammte einer Familie des baskischen Landadels. Sein Vater Simón de la Cuadra y Medrano war Syndikus der Gemeinden von La Encartaciones bei Balmaseda und Alcalde des Ortes San Julián. Seine Mutter hieß María de Llarena y Sobrado. Sebastián war das siebte Kind der beiden.
Nach dem Schulbesuch in seiner Heimatgemeinde wurde er 1700 an den Hof in Madrid geschickt und diente als Page von José de Grimaldo, dem späteren Ministerpräsidenten.
1703 wechselte er in die Regierungsverwaltung und arbeitete ab 1705 im Ministerium für auswärtige Angelegenheiten, Justiz und Verwaltung. 1709 wechselte ins Kriegsministerium mit einem Jahresgehalt von 2.200 Dukaten. Hier stieg er in der Hierarchie rasch auf.
1719 wurde er zum Alcalde der Kommunalverwaltung in seiner Heimat ernannt, da er sich aber nicht vom Hof in Madrid entfernen konnte, gab er dieses Amt an seinen Bruder Agustín ab.

### Regierungsarbeit in der zweiten Reihe
José de Grimaldo holte ihn 1720 als Adjutanten in sein Ministerium. Dort war er für die Korrespondenz mit den Niederlanden und England verantwortlich.
Sebastián de la Cuadra durfte Grimaldo begleiten, als dieser 1722 auf der Île des Faisans das erste Treffen der spanischen Prinzessin Maria Anna Viktoria mit ihrem Verlobten Ludwig XV. von Frankreich arrangierte. Im Gegenzug war vereinbart, dass die französische Prinzessin Louise Élisabeth de Bourbon-Orléans, Madame de Montpensier den spanischen Kronprinzen  Ludwig zum Mann nehmen sollte.
1723 berief König Philipp V. Sebastián de la Cuadra als persönlichen Sekretär. Zu seinen Aufgaben zählte die Korrespondenz mit Frankreich, dem wichtigsten Verbündeten, Portugal und Savoyen. 1730 übernahm er zudem die Begnadigungs- und Justizkammer des Hofes.
Im selben Jahr wurde er in den Orden von Santiago aufgenommen. Er blieb zeit seines Lebens unverheiratet.
1731 wurde er als Oficial Mayor zum offiziellen Stellvertreter des Ministerpräsidenten ernannt, zunächst war das Juan Bautista de Orendáin, nach dessen Tod José de Patiño y Morales.

### Amtszeit als Ministerpräsident
Als der Ministerpräsident José de Patiño im November 1736 starb, ernannte Philipp V. seinen Vertrauten de la Cuadra zum Nachfolger. 1738 erhob ihn der König zum Markgrafen von Villarías.

#### Außenpolitik
Spanien hatte zu dieser Zeit nur einen Teil seiner außenpolitischen Ziele erreicht: Königin Elisabeth hatte für ihren Sohn Karl das Königreich Neapel gewonnen, und dafür das Herzogtum Parma an Österreich abgetreten. Spanien stand in Gegnerschaft zu den kaiserlichen Habsburgern in Wien und zu Großbritannien. Portugal war traditionell mit England verbündet. 1737 erreichte man einen Friedensschluss. Im selben Jahr schloss Spanien ein Konkordat mit dem Heiligen Stuhl.
Der Konflikt mit England setzte sich aber fort. Der War of Jenkins' Ear, der vor allem in den Kolonien Mittel- und Südamerikas ausgetragen wurde, war Ausdruck des Wettbewerbs, in dem England und Spanien standen. Die Briten eroberten den Handelshafen Portobelo und belagerten Cartagena. Der Friedensschluss 1748 erfolgte erst nach dem Ende von de la Cuadras Amtszeit.
Der Tod des Kaisers Karl VI. 1740, der ohne männlichen Thronerben starb, gab die Gelegenheit für den Österreichischen Erbfolgekrieg. Ziel des spanischen Königspaares war, den Prinzen Philipp mit Herrschaftsgebieten in Italien, vorzugsweise mit der Lombardei, zu versorgen. Spanische Truppen erzielten Erfolge bei den Feldzügen in Oberitalien.
Zugleich stärkte Spanien seine Bindung an Frankreich durch den Familienpakt von 1743. Spaniens Prinzessin Maria Theresia Rafaela von Spanien heiratete zur Bekräftigung den französischen Dauphin, Louis Ferdinand.
1746 starb Philipp, und Ferdinand VI. folgte ihm auf den spanischen Thron. Er bestätigte de la Cuadra im Amt und beließ das Kriegsministerium bei Zenón de Somodevilla y Bengoechea, Marqués de la Ensenada. Während Somodevilla darauf drang, den Krieg gegen Österreich und England zu verstärken, empfahl de la Cuadra eine zurückhaltendere Linie. Doch da der Ministerpräsident nicht das Vertrauen der neuen Königin, Maria Barbara de Bragança, genoss, wurde er im Dezember 1746 entlassen. Sein Nachfolger als Premierminister war José de Carvajal y Lancaster.
De la Cuadra behielt aber das Amt der Begnadigungs- und Justizkammer des Hofes.

#### Kulturerbe
Als Vertrauter des Königs hatte de la Cuadra die Aufsicht über etliche Bauvorhaben des Hofes. So koordinierte er die Arbeiten am neuen Königspalast von Madrid und den Palast von La Granja in San Ildefonso. Er unterstützte die Einrichtung der Real Academia de la Historia (1738) und war die treibende Kraft zur Gründung der Real Academia de Bellas Artes de San Fernando 1740. Er förderte und unterstützte zahlreiche Künstler und vermittelte ihnen Aufträge der Krone. In seiner baskischen Heimat finanzierte er den Wiederaufbau der Kirche von Johannes dem Täufer in Muskiz.
1766 starb er in Madrid. Sein Bruder Agustín erbte seine Titel.